# Elke Voelker
Elke Voelker (* 1968 in Lampertheim, Hessen) ist eine deutsche Organistin, Kirchenmusikerin, Orgelsachverständige und Musikwissenschaftlerin.

## Biographie
Elke Voelker studierte zunächst Schulmusik an der Mannheimer Musikhochschule sowie Romanistik an der Universität Mannheim. Danach studierte sie Musikwissenschaft und Germanistik an der Universität Heidelberg. 2012 wurde sie im Fach Musikwissenschaft an der Universität Heidelberg promoviert.
Parallel dazu studierte sie ab 1992 Orgel bei Leo Krämer in Mannheim. Sie machte das Solistendiplom und schloss ein Studium der Kirchenmusik (u. a. bei Hans-Jürgen Kaiser, Mathias Breitschaft, Michael Hofstetter) in Mainz mit dem A-Examen ab. 2009/10 machte sie eine Ausbildung zur Orgelsachverständigen.
Auslandsstudien führten sie in die USA zu Wolfgang Rübsam, nach England zu Nicholas Kynaston und nach Frankreich zu Michelle Leclerc, Jean Guillou und Daniel Roth.
Von 1996 bis 2009 war sie als Assistentin bei der Speyerer Dommusik tätig, 2009 als kommissarische Domkapellmeisterin und Domorganistin. Sie führt eine umfangreiche internationale Konzert- und Gastdozententätigkeit.
Voelker ist Mitglied des Karg-Elert Archive in London, der Gesellschaft der Orgelfreunde (GdO), der American Guild of Organists und Ehrenmitglied der Associazione Organistica Siciliana.
Daneben war sie künstlerische Leiterin der internationalen Konzertreihe „Deidesheimer Musikherbst“ (D) und ist künstlerische Leiterin der „Internationalen Orgelfestivals Philharmonie Perm“ (GUS).

## Auszeichnungen
- 1995: Großer Preis und Publikumspreis „Internationaler Orgelwettbewerb Dom zu Speyer“
- 1999: Finalistin beim „Concours International d'Orgue de la Ville de Paris“; Médaille de la Ville de Paris.
- 2001: Stipendiatin der Rotary Stiftung
- 2002: Dritter Preis „Internationaler Orgelwettbewerb Erfurt“
- 2003 und 2004: „Diapason Awards“ (5 Stimmgabeln) für die CDs Karg-Elert Vol. 2 und Vol. 3
- 2007: „Répertoire 9“ für Karg-Elert Vol. 5

## Publikationen
Voelker veröffentlichte zahlreiche Artikel in Die Musik in Geschichte und Gegenwart (Bärenreiter), in Organ – Journal für die Orgel (Schott) und in dem Lexikon der Orgel (Laber).
- Der estnische Komponist Rudolf Tobias – Leben und Werk. Dissertation Universität Heidelberg 2012 (Veröffentlicht auf HeiDok).

## Diskographie
- 1997: Scherzo, Skizze, Tanz. Motette in Koproduktion mit dem SWR.
- 1999: Sigfrid Karg-Elert: Ultimate Organ Works. Vol. 1. Aeolus[3]
- 2002: Sigfrid Karg-Elert: Ultimate Organ Works. Vol. 2. Aeolus.
- 2003: Noëls d'Orgue du Postromantisme francais. Aeolus.
- 2004: Sigfrid Karg-Elert: Ultimate Organ Works. Vol. 3. Aeolus.
- 2006: Sigfrid Karg-Elert: Ultimate Organ Works. Vol. 5. Aeolus. (Choralimprovisationen Band 1 und 2)
- 2008: Sigfrid Karg-Elert: Ultimate Organ Works. Vol. 4. Aeolus.
- 2010: Sigfrid Karg-Elert: Ultimate Organ Works. Vol. 6. Aeolus. (Choralimprovisationen Band 3 und 4)
- 2011: Olav Lervik: Ghosts before breakfast (1928)
- 2014: Sigfrid Karg-Elert: Ultimate Organ Works. Vol. 7. Aeolus. (Choralimprovisationen Band 5 und 6)
- 2014: Sigfrid Karg-Elert: Ultimate Organ Works. Vol. 8. Aeolus.
- 2017: César Franck: Franck avant César Franck. Aeolus.